# 330 p.n.e.
| [ Edytuj tabelę ] |                                                                             |
| Władca Chin       | - 369 p.n.e. Xianwang 321 p.n.e.                                            |
| Władca Egiptu     | - 332 p.n.e. Aleksander Macedoński 323 p.n.e.                               |
| Król Epiru        | - 342 p.n.e. Aleksander I 330 p.n.e. - 330 p.n.e. Neoptolemos II 313 p.n.e. |
| Tyran Heraklei    | - 337 p.n.e. Dionizjusz Dobry 305 p.n.e.                                    |
| Król Ilirii       | - 335 p.n.e. Bardylis II 295 p.n.e.                                         |
| Król Macedonii    | - 336 p.n.e. Aleksander Wielki 323 p.n.e.                                   |
| Władca Persji     | - 336 p.n.e. Dariusz III 330 p.n.e.                                         |
| Król Sparty       | - 370 p.n.e. Kleomenes II 309 p.n.e. - 331 p.n.e. Eudamidas I 305 p.n.e.    |
| Król Sydonu       | - 332 p.n.e. Abdalonymos 312 p.n.e.                                         |
| Król Syngalezów   | - 367 p.n.e. Mutasiva 307 p.n.e.                                            |
| Król Tracji       | - 330 p.n.e. Seutes III 300 p.n.e.                                          |

Rok 330 p.n.e.
stulecia: V wiek p.n.e. ~
IV wiek p.n.e. ~
III wiek p.n.e.

lata: 340 p.n.e. «
334 p.n.e. «
333 p.n.e. «
332 p.n.e. «
331 p.n.e. «
330 p.n.e. »
329 p.n.e. »
328 p.n.e. »
327 p.n.e. »
326 p.n.e. »
320 p.n.e.

## Wydarzenia
- 1 października – wojska Aleksandra Macedońskiego zdobyły stolicę Persji, Persepolis.
- Grecki podróżnik Pyteasz z Massalii dotarł do Brytanii, a następnie do Thule (Islandia?) (data sporna lub przybliżona).
- Samarytanie ukończyli budowę świątyni na górze Gerazim (data sporna lub przybliżona).

## Zmarli
- 14 sierpnia – Kidinnu, mezopotamski astronom i matematyk
- Dariusz III, król Persji, zamordowany z rozkazu satrapy Bessosa
- Parmenion, macedoński generał w służbie Filipa II Macedońskiego i Aleksandra Macedońskiego, skazany i stracony przez udział jego syna w spisku
- Filotas, macedoński dowódca, syn Parmeniona, skazany na śmierć i stracony za udział w spisku mającym na celu morderstwo Aleksandra Macedońskiego